# Lucio Apronio
Lucio Apronio (en latín: Lucius Apronius) fue un senador romano, que desarrolló su carrera política bajo los imperios de Augusto y Tiberio.

## Carrera
Su primer cargo conocido fue el Triunvir monetalis, dentro del vigintivirato, hacia 15 a. C. después, Apronio sirvió como legado de Cayo Vibio Póstumo en la revuelta ilírica de 7 a 9 d. C. En el ínterin, fue designado consul sufecctus en el año 8.
Ya bajo Tiberio, en 15 prestó servicio durante las campañas germánicas, junto con Aulo Cecina Severo y Cayo Silio,  y obtuvo los ornamenta triunfalia por su distinguido valorDe vuelta en Roma, Apronio encabezó una moción en el Senado en 22 que decretó que las ofrendas votivas que debían hacerse tras el enjuiciamiento exitoso de Cneo Calpurnio Pisón, acusado de asesinar a Germánico en 20.
En el año 23, Apronio, junto con un ex procónsul de África, Lucio Elio Lamia, avaló la inocencia de un hombre acusado de suministrar grano a los Numidas rebeldes de Tacfarinas. Sin embargo, como procónsul de África en ese momento, Apronio castigó severamente a una cohorte de la Legio III Augusta, por su derrota en manos de Tacfarinas mediante el terrible castigo de la decimatio.
En 28, siendo un legado de la Germania Inferior, Apronio lideró las fuerzas combinadas de su provincia con las de Germania Superior para levantar el asedio de un fuerte romano atacado por los frisios, pero fue derrotado por estos en la batalla del bosque de Baduhenna.

## Descendencia
Tuvo al menos tres hijos: un hijo, Lucio Apronio Cesiano, consul ordinarius en 39,  y dos hijas, una casada con Cneo Cornelio Léntulo Getúlico, cónsul en 26, y la otra con Marco Plaucio Silvano, pretor en 24.